# Raška (město)
Raška (v srbské cyrilici Рашка) је město v stejnojmenné části Srbska (na jihozápadě země), u hranice s Černou Horou. Administrativně je součástí Rašského okruhu. Pod opštinu Raška spadá dalších 61 sídel, většinou okolních vesnic.

## Poloha
Město se nachází v údolí řeky Ibar, na jejím soutoku se stejnojmennou řekou. Je prvním větším sídlem na území Centrálního Srbska po opuštění území Kosova. Centrální část Rašky, která se nachází v nadmořské výšce 400 m, obklopují vrcholy o výšce 600-800 m n. m. pohoří Kopaonik a Golija. Jihovýchodně od města se nachází Klášter Končul. 

## Historie
V období prvního tisíciletí před naším letopočtem byla oblast dnešního města, především údolí řeky Ibar, osídleno ilyrským kmenem Dardanů. Odtud také pocházel i název Dardania, který byl později používán v době vlády Římské říše. Římané sem dorazili v roce 28 př. n. l. a přičlenili ji k provincii Moesia. Ve středověku se v této oblasti nacházelo centrum státu pod vládou dynastie Nemanjićů. 
Současné město bylo založeno dne 17. září 1845 a svůj název má podle řeky, která tudy protéká. Dekret o vzniku nové obce podepsal tehdejší panovník spolu s ministrem vnitra Ilijou Garašaninem. Cílem bylo zlepšit využívání nerostného bohatství v regionu, ale také trvale osídlit oblast, která byla při hranici s tehdejší slábnoucí Osmanskou říší. V roce 1844 získalo město svůj první urbanistický plán, který připravil Nikola Alković a řadil se mezi nejstarší v tehdejším Srbsku. V roce 1855 zde byla otevřena první základní škola.
V roce 1915 městem procházel konvoj se srbským králem při evakuaci armády na ostrov Korfu. Od roku 1931 je město napojeno na železniční síť a v témže roce získalo i elektrické osvětlení. Roku 1963 bylo v Rašce otevřeno gymnázium.

## Obyvatelstvo
V roce 2011 mělo dle sčítání lidu 6 590 obyvatel. Drtivá většina obyvatel je srbské národnosti.

## Ekonomika
V roce 2018 bylo statisticky nejvíce místních obyvatel zaměstnáno ve výrobě a v pohostinství.

## Kultura
Místní Kulturní centrum Raška pořádá pravidelně od roku 1993 kulturní oslavy Rašky.

## Pamětihodnosti a zajímavosti
Místní kostel zasvěcený svatému Gabrielovi (srbsky Црква светог Гаврила) byl budován v letech 1871 až 1874. Nedaleko města se nachází pevnost Stari Ras a lázně Jošanička Banja. Ve městě stojí také kamenný most přes řeku Ibar, který byl dokončen v roce 1895.
Na okraji města leží také kasárny srbské armády, nesou název po Štěpánovi Nemanjovi. Kasárna s výcvikovým centrem byly bombardovány v roce 1999 během bombardování SR Jugoslávie.

## Doprava
Městem také prochází železniční trať. Drobný průmysl se nachází okolo trati. Ve stejném směru zde vede i silnice, která spojuje Rašku s městy Novi Pazar a Kosovska Mitrovica na území Kosova.

## Sport
Ve městě stojí fotbalový stadion a akvapark s otevřeným bazénem.

## Známé osobnosti
- Branko Jovicić, hráč fotbalového týmu Crvena zvezda Bělehrad
- Savatije Milošević, četnický bojovník
- German, patriarcha Srbské pravoslavné církve
- Goran Bogdanović, srbský politik